# 皮德維索克 (博羅瓦區)
49°23′32″N 37°26′44″E / 49.39222°N 37.44556°E
皮德維索克（烏克蘭語：Підвисоке）是位於烏克蘭東部的村莊，由哈爾科夫州伊久姆區的博罗瓦市镇負責管轄。該村始建於1775年，面積2.14平方公里，2001年人口638，人口密度每平方公里298.4人。